# Hemerobius phaleratus
Hemerobius phaleratus là một loài côn trùng trong họ Hemerobiidae thuộc bộ Neuroptera. Loài này được Schneider miêu tả năm 1847.